# Tesson
Tesson is een gemeente in het Franse departement Charente-Maritime (regio Nouvelle-Aquitaine). De plaats maakt deel uit van het arrondissement Saintes. Tesson telde op 1 januari 2022 1.144 inwoners.

## Geografie
De oppervlakte van Tesson bedroeg op 1 januari 2022 12,13 vierkante kilometer; de bevolkingsdichtheid was toen 94,3 inwoners per km².
De onderstaande kaart toont de ligging van Tesson met de belangrijkste infrastructuur en aangrenzende gemeenten.

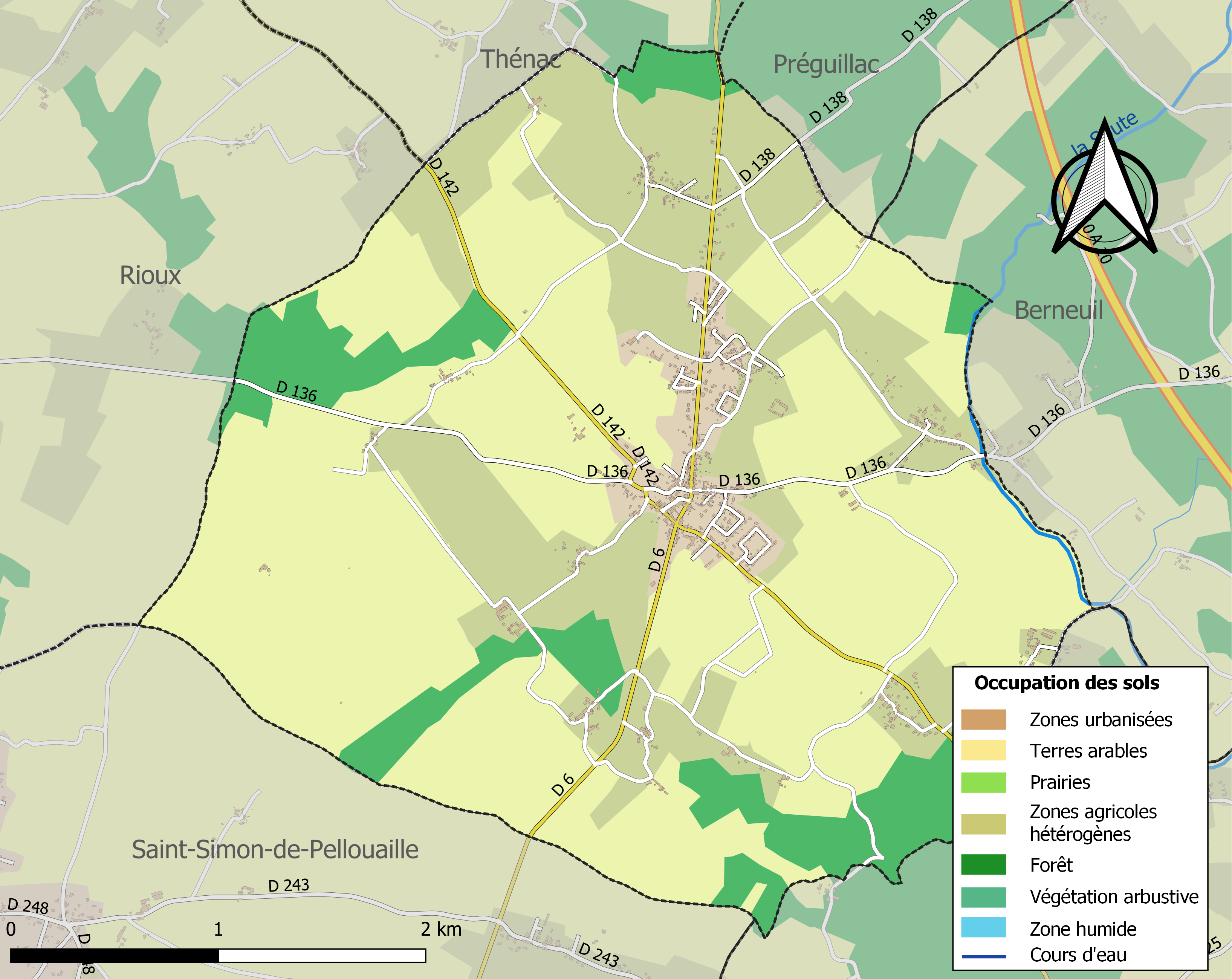

## Demografie
Onderstaande figuur toont het verloop van het inwonertal (bron: INSEE-tellingen).